# Castell de Plegamans
Castell de Plegamans és un castell d'estil gòtic construït entre els segles xiv i xv al municipi de Palau-solità i Plegamans (Vallès Occidental) declarat bé cultural d'interès nacional. Actualment funciona com a seu central de la Fundació Folch i Torres.

## Descripció

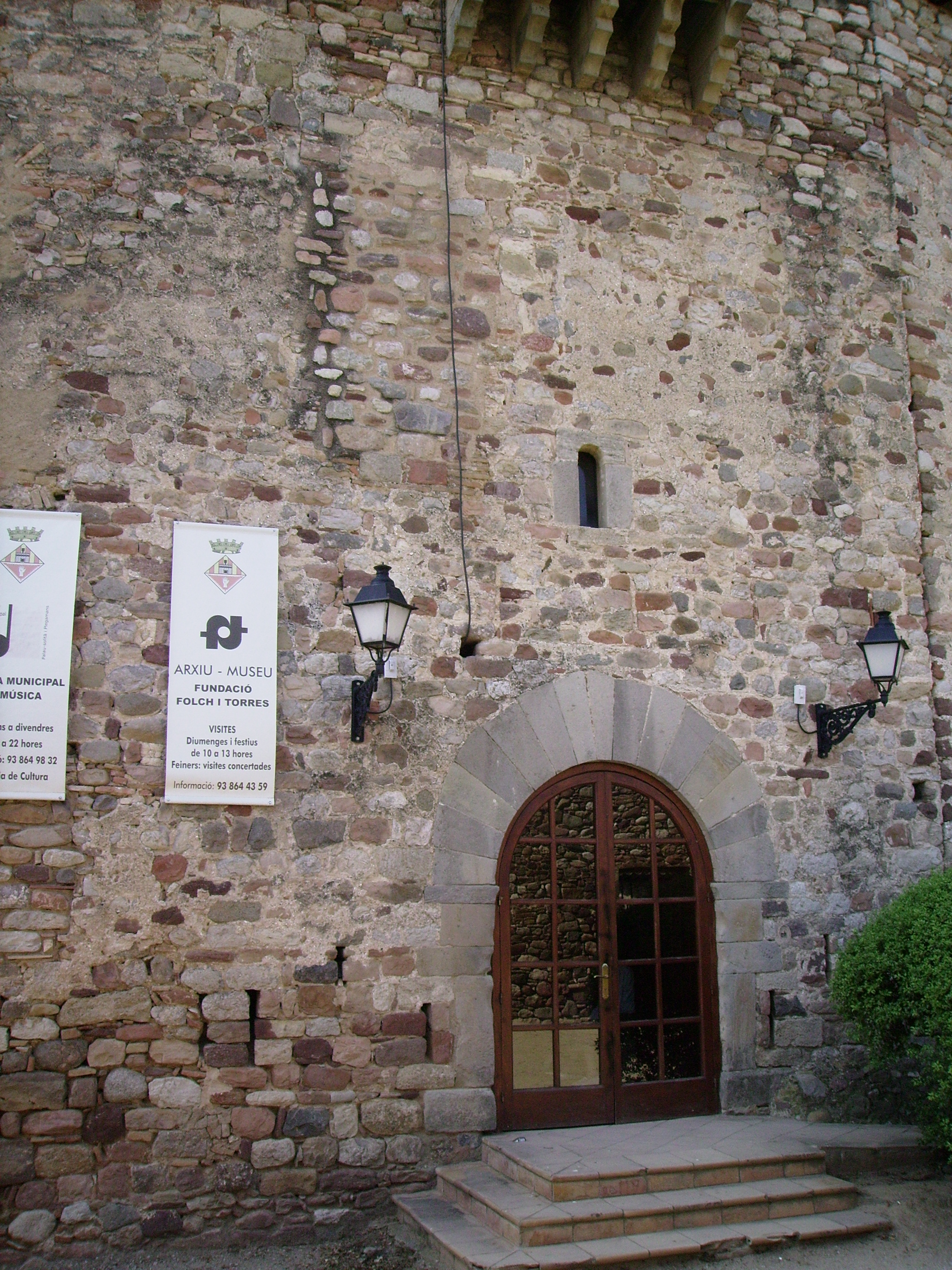
Entrada principal al castell

El castell de Plegamans és a llevant de la població de Palau de Plegamans, al cim del turó més alt de l'entorn, anomenat la Serra. És un edifici quadrangular de planta baixa, primer pis, golfes i pati central. La torre original, de finals del segle X o principis del XI, de planta rectangular, va ser reformada en el seu alçat entre els segles xiv i xv. També en època més antiga es va construir una muralla creant un pati en un costat de la torre.
Probablement durant el segle xii es va afegir a la part exterior de la muralla de migdia una gran sala amb dos arcs de mig punt. També es van afegir altres dependencies de manera que el conjunt adquirí la forma de planta quadrada amb un pati central.
Amb la reforma que es va fer entre els segles xiv i xv el conjunt va agafar la fesomia de gran casal gòtic que té avui dia. Un exemple d'això són les finestres coronelles lobulades de la façana de migdia; algunes d'aquestes finestres tenen la línia d'imposta decorada amb rosetes.
Els sostres són amb enteixinat de fusta. L'entrada és a la façana nord, amb un portal gòtic d'arc de mig punt adovellat, amb tres espitlleres a cada banda i un matacà en el seu eix vertical. També hi ha 13 espitlleres al llarg de la façana est, disposades alternadament en dos nivells. La coberta ha estat reconstruïda recentment amb teulada a doble vessant i encavallades de fusta vistes excepte a l'ala oest, coberta al primer pis a una sola vessant. A la base de la torre es conserva un antic forn de pa.

## Història

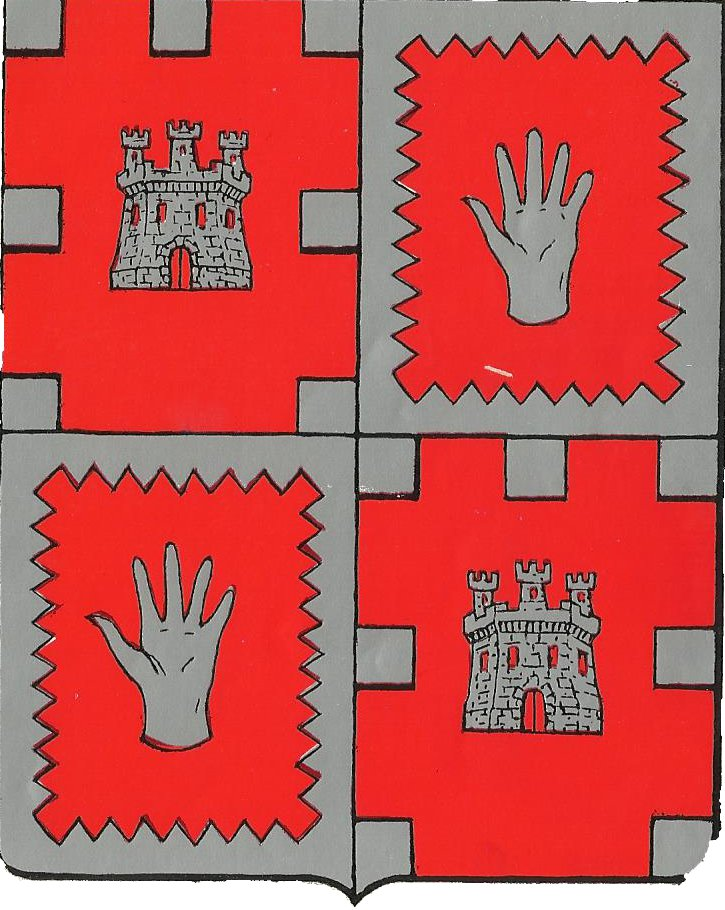
Escut de Plegamans

Tot i que el lloc de Plegamans apareix esmentat ja des del segle x, no serà fins dos segles més tard que es trobarà documentat el seu llinatge. El membre més destacat de la família va ser Ramon de Plegamans, veguer i batlle de la ciutat de Barcelona i posteriorment lloctinent de Jaume I.
Al segle xv la possessió del castell corresponia als Vilatorta, dels quals, Antoni de Vilatorta, fou conseller de Barcelona en la composició del "Consell de Cent". D'altres cases que van tenir la posesió del castell van ser els Gualba i Clariana, fins al 1600. Finalment, l'any 1776 el domini resta sota jurisdicció dels Sentmenat, els quals la tingueren fins al 1931, quan va ser adquirida per Joan Casajoana, veí del municipi.
Durant molts anys l'edifici va restar abandonat i va ser víctima d'un acte d'espoliació d'un dels finestrals gòtics. Al 1995 va ser restaurat i avui dia serveix de seu de l'arxiu de la fundació Folch i Torres de Palau de Plegamans.

### Situació

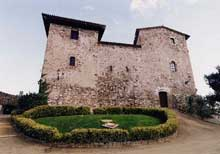
Castell de Plegamans

El fet de ser el Vallès un lloc de pas ha propiciat també el que hagi sofert múltiples trasbalsos, invasions, saqueigs i, en general, èpoques d'inestabilitat. És en aquestes situacions quan un emplaçament estratègic com l'elevació del terreny on hi ha el Castell havia de ser, per força, atractiu per establir-hi alguna construcció, si no de defensa si almenys de vigilància. Es creu que les restes de les construccions més profundes del Castell han de ser d'època més remota, època que es podrà determinar amb més precisió quan es faci un estudi arqueològic de la zona.
Però hem d'avançar en el temps fins a l'alta Edat Mitjana si volem entrar de ple en l'època del Castell. Després de la invasió dels àrabs i la posterior reconquesta fins al riu Llobregat, on s'establí la frontera el segle ix, es repoblen les comarques que havien quedat deshabitades i es consolida la població que romàs a d'altres. Tant en un cas com l'altre els pobladors que s'estableixen basteixen senzills masos i, amb eines rudimentàries i recursos escassos, van rompent les terres, sovint ermes, per a cultivar-les. Lluiten contra nombrosos perills i dificultats, tot plegat per aconseguir una austera i difícil subsistència. Es tracta d'una veritable conquesta i colonització del nostre oest.
Mentrestant, encara passaran molts anys amb invasions i revoltes. Per això, paral·lelament a la colonització de la terra, es fa necessari l'establiment d'una estructura defensiva, basada en una xarxa de castells i torres. En aquest moment torna a tenir interès estratègic el promontori del Castell. Si hi existia alguna edificació anterior, amb molta probabilitat va ser transformada i reutilitzada com a torre, segons sembla. D'aquesta manera s'origina el primitiu nucli de l'edifici del castell de Plegamans que seria, així mateix, el centre de la quadra del mateix nom.

### Origen
En un document del cartulari del monestir de Sant Cugat del Vallès, del dia 22 de juny de l'any 965, trobem esmentat per primera vegada el nom de Plegamans. Es tracta d'una donació de terres al monestir feta per Deudat, Adulf, Oriola i Martí, successors de Cilici. Durant els anys següents es troben més cites del nom de Plegamans al mateix cartulari, la qual cosa fa pensar que hi havia vida activa en aquests indrets des de feia temps. És curiós citar el nom d'alguns del lloc que apareixen en els documents: Gerivert, Bonusa, Gombau, Uldrig, Riquilda, Gelmir, Saborida, Adèvora, Marcià, Ermencisde, Selícia, Sendret, Dalami, Adulfi, Erovigi, Ansalon i altres. La notícia més aclaridora sobre Plegamans i els seus límits la trobem en un document de l'any 990.
| « | <<Énnec, anomenat també Bonfill, fill de Sendret, donà al monestir de Sant Cugat uns alous a un lloc que en diuen Plegamans. Aquests alous els havia comprat al comte Borrell i a la seva dona Leudegards.>> | » |

En el document es llegeix que es donen els alous amb les seves cases, corts, terres, vinyes, horts, fruiterars, torrents, fonts, prats, camins, boscos i garrigues. Encara que aquesta és la redacció protocol·lària usual d'aquests documents, tot plegat dona a entendre que no era pas un lloc erm, ans els contrari.
En aquest document es defineix també els límits de Plegamans: al Nord amb Coscollola (probable vil·la propera a can Falguera), fins al camí públic que va a Caldes; a Orient amb Palaudàries per mitjà de la serra que passa per sobre la vil·la Rodal (avui Vilarrosal); a migdia amb Gallecs; i a Occident amb el camí públic que transcorre pel pla cap a Caldes i prové de la Ruvira (Boada). Aquest és, doncs, el dibuix del primer Plegamans: Un escampall de cases de pagès per la serra i les valls adjacents, segurament una primitiva església de la que malauradament no tenim notícies i una torre, germen d'un castell incipient.
Les terres eren originàriament del comte, i la seva propietat dominical seria més tard, en temps del rei Jaume I, del monestir de Sant Cugat. La jurisdicció o senyoriu jurisdiccional seria lliurada a successius senyors o castlans que més tard citarem. Aquests disposarien d'unes terres directament de la seva propietat al voltant del castell.

### Senyors
Els senyors exercien l'autoritat, encomanada pel rei (o comte rei), sobre la jurisdicció del castell i els seus habitants. El primer senyor del que tenim constància amb seguretat, per jurisdicció del comte, és Guadall Gilabert de Plegamans (l'any 1122). Cal dir, però, que anteriorment hi havia hagut d'altres membres anomenats de la família Plegamans; per exemple, Guillem de Plegamans, que participà en la primera conquesta de Mallorca (any 1114). Més tard se succeïxen d'altres Plegamans, que l'any 1147 acompanyà Ramon Berenguer IV en l'expedició contra Almeria. Trobem també un Guillem de Plegamans com a batlle de Terrassa (any 1191). Però no hi ha dubte que el personatge més destacat de la família fou Ramon de Plegamans, lloctinent del rei, que va participar activament en la conquesta de Mallorca al costat de Jaume I.
Entrat el segle xiv, concretament l'any 1371, consta que un tal Pere de Citrà compra la jurisdicció de Plegamans, Gallecs i Plau-Solità. Al cap d'uns anys, el 1427, el rei Alfons el Magnànim incorpora a la Corona aquesta jurisdicció. A partir d'aquests esdeveniments ja no tornem a trobar els Plegamans com a posseïdors del castell.
L'any 1441 hi ha un canvi significatiu. Es produeix la concessió de la jurisdicció de la Quadra de Plegamans a Antoni de Vilatorta, un important mercader, que fou conseller de Barcelona. El seu retrat figura al retaule de la Verge dels Consellers d'en Lluís Dalmau. El rei Alfons V autoritzà al seu senyor de Plegamans a refer el castell i elevà la seva categoria convertint-lo en Castell Termenat.
Anys més tard, el 1472, essent rei Joan II, Antoni de Vilatorta, acusat de rebel·lió, fou desposseït de la jurisdicció, que passà a poder de Francesc Burguès. Però uns mesos després, Antoni de Vilatorta la tronà a recuperar en acollir-se a un indult.
En aquells temps els senyors feudals en general, a mesura que anava avançant l'Edat Mitjana, van anant prenent-se més atribucions i imposant més obligacions als seus súbdits. Així mateix, a més de les competències jurisdicconals, van anar atribuint-se d'altres funcions patrimonials, arribant-se a vegades a situacions ben complicades.
Va ser durant el regnat d'Alfons V quan es van fer fortes les reivindicacions dels pagesos remences, per alliberar-se de les càrregues feudals. En triomfar la seva revolta i aconseguir moltes de les seves demandes, va produir-se la consolidació d'una xarxa de pagesos lliures que va revitalitzar l'economia del país.
En el cas de Plegamans, no sembla que es pugui parlar d'un feudalisme molt dur. El fet de dependre del Monestir de Sant Cugat segurament en va contribuir-hi. A més, a partir del segle xv, es van anar fent per part del monestir els establiments dels masos a favor dels seus cultivadors, cosa que comportava ala pràctica la seva propietat a canvi d'uns pagaments anyals, generalment en especies.
Tornant als senyors, observem com a finals del segle xvi el castell i el terme passen a la família Clariana, després a la Gualbes i, a través d'una sèrie de successius emparentaments, al Marquès de Sentmenat, que té registrada la Quadra a partir del segle xviii. Els anys trenta del segle XX els Sentmenat es desprenen de les seves possessions a Plegamans.
Entre els familiars de Plegamans destaquen Ramon de Plegamans, Marimon de Plegamans, Guillem de Plegamans i Bernat de Plegamans. A partir del segle xiv, el llinatge Plegamans deixa en tot de figurar, entrant en escena altres cognoms per la historia, i concretament l'any 1371, consta que un tal Pere de Citrà va comprar la jurisdicció de Plegamans, Gallecs i Palau-Solità i ho feu enregistrar.